# Radonitsa

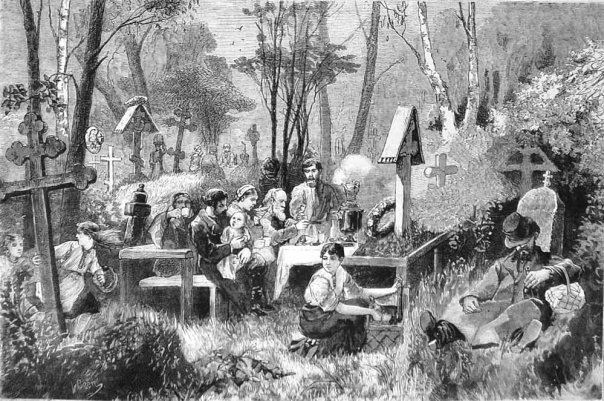
Ceremonia rusa en el cementerio, 1881.

Rádonitsa (en idioma ruso: Радоница, «Día del regocijo»), también deletreada Rádunitsa (Радуница), Radonica o Radunica, en la Iglesia ortodoxa rusa es un feriado movible de conmemoración de los difuntos realizada el segundo martes de Pascua o, en algunos lugares —en el sur, Rusia occidental—, el segundo lunes de Pascua.

## Historia y significado

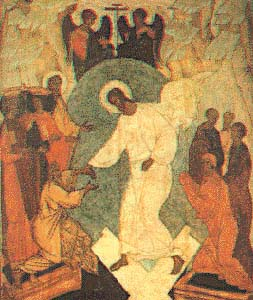
Icono ruso ortodoxo del descenso de Cristo a los infiernos y la resurrección de Adán.

Los eslavos, como muchos pueblos antiguos, tenían la tradición de visitar las tumbas de los miembros de la familia durante la primavera y festejar con ellos. Después de su conversión al cristianismo, esta costumbre se transfirió a la Iglesia ortodoxa rusa como la fiesta de Radonitsa, cuyo nombre proviene de la palabra eslava «radost», que significa «alegría». En la Rus de Kiev el nombre local es «Krásnaya Gorka» (Красная горка, "Hermosa colina"), y tiene el mismo significado. 
Puede parecer extraño que un memorial para los difuntos sea «gozoso», pero la creencia cristiana que se encuentra detrás de este gozo es el recuerdo de la resurrección de Jesús y el gozo y la esperanza que aporta a todos.
Debido a la importancia de los últimos días de la Semana Santa y al gozo de la Resurrección, el Typikon ( Ustav ) prohíbe, como en otros períodos festivos, oraciones especiales para los difuntos, por ejemplo, una Panijida, —excepto los funerales, que, obviamente, no se puede posponer— desde el Jueves Santo hasta el Domingo de Tomás —un período de once días. Por lo tanto, la primera oportunidad después de Pascua para recordar a los muertos es el segundo lunes de Pascua. Sin embargo, debido a que en los países ortodoxos, varios monasterios siguen la costumbre de ayunar los lunes, la fiesta a menudo se celebra el martes, para que todos puedan participar de los huevos.

## Tradición antigua
La práctica de recordar a los muertos con la Resurrección no es simplemente un «bautismo» de prácticas paganas, sino que tiene antecedentes en la Iglesia antigua. S. V. Bulgákov registra lo siguiente:

La conmemoración de los difuntos después de Pascha también se hizo en la antigüedad extrema. San Ambrosio de Milán (340 - 397) dice en uno de sus sermones: "Es verdad, hermanos, que después de la celebración de Pascua, que hemos celebrado, compartir nuestra alegría con los santos mártires y con ellos, como participantes en el sufrimiento del Señor, para anunciar la gloria de la resurrección del Señor." Aunque estas palabras de San Ambrosio se relacionan con los mártires, pueden ser un indicio de nuestra costumbre de conmemorar a los difuntos después de Pascua el lunes o martes de la Semana de Tomas, porque el comienzo de las conmemoraciones solemnes en la fe de los que murieron se establece en el de la Iglesia del Nuevo Testamento como una costumbre piadosa para la memoria de los mártires, [ambos] entre los mártires enterrados en la antigüedad  y los otros que han muerto.

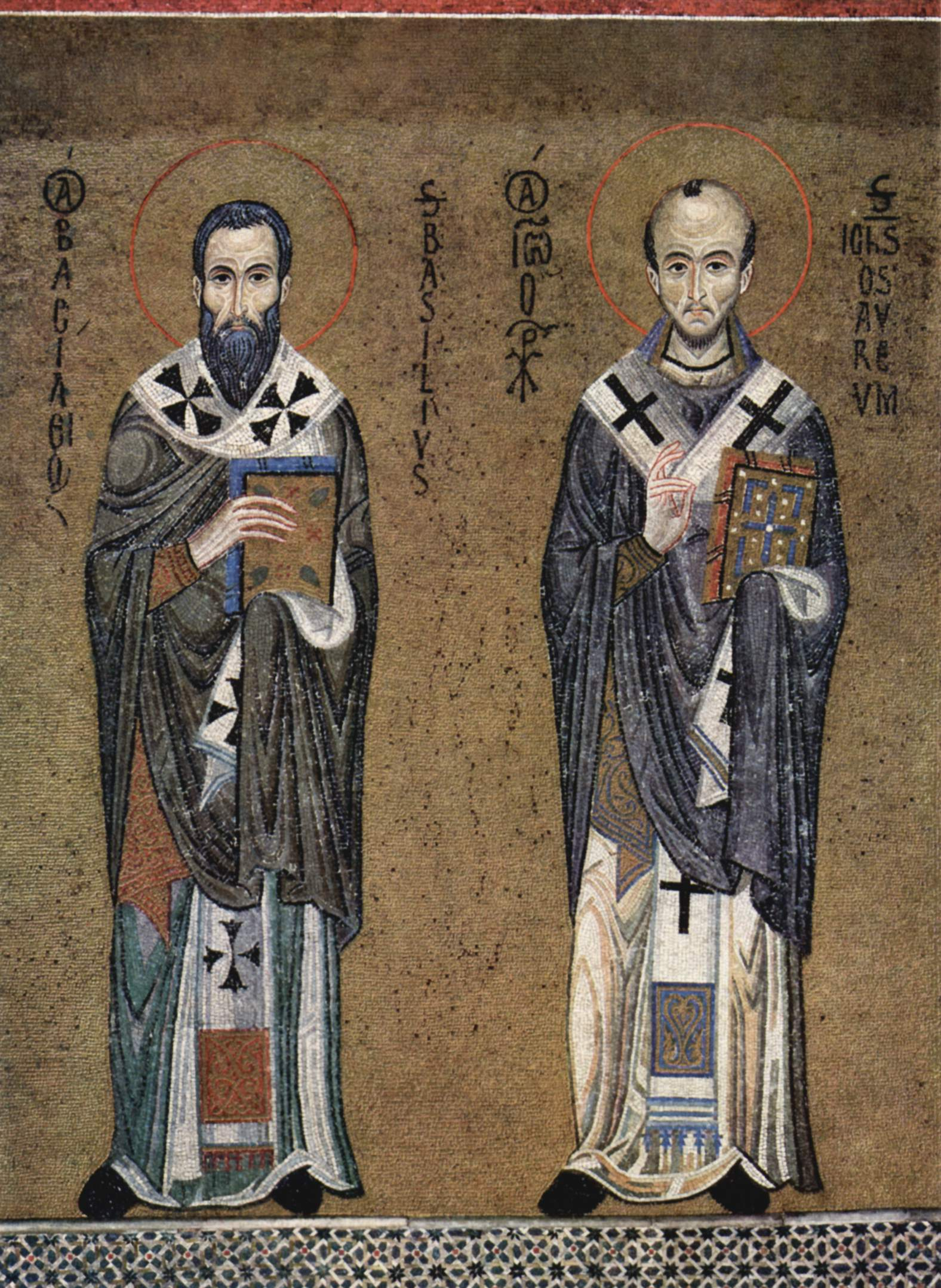
San Basilio Magno y San Juan Crisóstomo, compiladores de la liturgia bizantina.

San Juan Crisóstomo (349 - 407) también da testimonio de que en su día celebraron una feliz conmemoración de los difuntos el martes de la Semana de Santo Tomás en su Homilía the Cemetery and the Cross.

## Oraciones

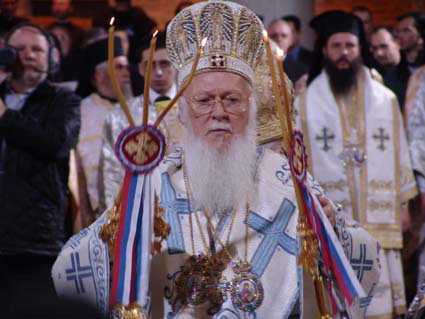
El patriarca de Constantinopla Bartolomé I celebrando la Divina Liturgia.

Aunque el Typikon no prescribe ninguna oración especial para los difuntos en estos días, el memorial se mantiene como una costumbre piadosa. A diferencia de los diversos «sábados del alma» a lo largo del año, no se realizan cambios en las vísperas, maitines o la Divina Liturgia, para reflejar que este es un día de los muertos.
En este día, después de la Divina Liturgia, el sacerdote celebrará una Panijida en la iglesia, después de lo cual bendecirá los alimentos pascuales que los fieles han traído con ellos. El clero, con incienso y velas, irá en procesión con la cruz, seguido por los fieles, para visitar las tumbas de los creyentes difuntos, ya sea en los cementerios de las iglesias o en otros cementerios. En las tumbas, los himnos pascuales se cantan junto con las letanías habituales para los difuntos, concluyendo con el conmovedor Memoria Eterna  (Вѣчнаѧ памѧть, Viéchnaia pámiat).
Los amigos y familiares de los fallecidos consumirán con alegría los alimentos de la Pascua. Es común colocar un huevo de Pascua, un símbolo de la resurrección de Cristo, en las tumbas de los difuntos, saludándolos con el tradicional saludo pascual: "¡Cristo ha resucitado!" Esta práctica es tanto para recordar a los fieles la Resurrección general de los muertos como para anunciar la Resurrección de Cristo a los difuntos.

## Costumbres
Entre las tradiciones que han ido crecido en torno a Radonitsa, destacan las siguientes:
- Los alimentos que se consumen tradicionalmente en Radonitsa son: kutiá funeraria, huevos pintados, kulich, tortitas, dracheni, priániki de miel y galletas.
- En Radonitsa comienza la temporada de los matrimonios. Dado que las bodas están prohibidas durante el Gran ayuno de la Cuaresma —porque en ese tiempo debería dedicarse a la penitencia y el autoexamen, en lugar de la diversión—, así como durante la Semana Brillante —porque en ese momento no conmemoramos nada más excepto la Resurrección—, con Radonitsa, llega el momento de las bodas.
- Los hombres y mujeres tradicionalmente dan regalos a sus suegros —más amablemente conocidos como miembros de la familia «dados por Dios»—, en Radonitsa, para que la alegría pueda estar en cada casa.